# Ashland (Mississippi)
Ashland è una città (town) degli Stati Uniti d'America, capoluogo della contea di Benton, nello Stato del Mississippi.